# Sereq-hetit
Sereq-hetit bezeichnet in der ägyptischen Mythologie und Astronomie den Entstehungsort des Sonnenlichtes. Die Bedeutung „Das die Kehle atmen lässt“ ist mit dem Geburtsvorgang zu vergleichen, wenn der Kopf des Säuglings erstmals das Licht erblickt und den ersten Atemzug vollzieht, während sich sein restlicher Körper noch im Mutterleib befindet.

## Hintergrund
Die Sereq-hetit beginnt als Sonnenlichtbereich unmittelbar hinter der Reteh-qabet. Im Nutbuch wird die Sereq-hetit als Gebiet beschrieben, „in dessen Bereich sich das Vorderteil von Re kurz vor dem Sonnenaufgang befindet“. Der Ausdruck Sereq-hetit ist nur sehr selten belegt und wird gewöhnlich mit der Schutzgöttin Selket gleichgesetzt.
Licht und Zuwendung der Gottheit symbolisiert das Atmen der Kehle, während die Finsternis (Keku-semau) die Kehle zuschnürt. Der lichtspendende Re kehrt sein Hinterteil der Finsternis zu und erblickt mit seinem Kopf den ersten Lichtbereich. Die Verbindung der Anwesenheit des Sonnengottes und Belebung taucht in vielen kosmografischen Texten und Hymnen auf, in denen Re verherrlicht wird.